# Sarnowo (wieś w gminie Lubraniec)
Sarnowo – wieś w Polsce położona w województwie kujawsko-pomorskim, w powiecie włocławskim, w gminie Lubraniec.
W latach 1975–1998 miejscowość należała administracyjnie do województwa włocławskiego. Według Narodowego Spisu Powszechnego (III 2011 r.) liczyła 141 mieszkańców. Jest 26. co do wielkości miejscowością gminy Lubraniec.

## Historia
W XIX wieku funkcjonowały wieś Sarnowo i folwark Sarnowo. Sarnowo posiadało szkołę początkową i olejarnię. Niemieccy mieszkańcy założyli cmentarz ewangelicki, prawdopodobnie pod koniec XVIII wieku.

## Zabytki
W Sarnowie znajduje się cmentarzysko tzw. grobowców kujawskich. Usytuowane jest ono w miejscowym kompleksie leśnym. Obiekt jest unikatowym w swoim rodzaju rezerwatem archeologicznym w Europie. Składa się z 9 grobów megalitycznych pochówku ludności pucharów lejkowatych i kultury amfor kulistych sprzed 5000 lat. Od miejsca występowania grobowce te nazywane są kujawskimi, a przez miejscową ludność żalkami. Prowadzone w latach 1950–1951 oraz 1966–1971 przez Muzeum Archeologiczne i Etnograficzne w Łodzi badania pozwoliły je zbadać i zrekonstruować. Jak wskazywało centralne ułożenie zwłok w grobowcach, wznoszone musiały być one ku czci naczelników rodów. Tłumaczy to również obecność znajdującego się opodal cmentarzyska płaskiego, gdzie chowani byli pozostali członkowie rodu. W grobowcu nr 9 znaleziono szkielet ułomnej kobiety zmarłej w wieku 50–70 lat. Pochowana została ona prawdopodobnie w trumnie wydrążonej z pnia drzewa, którą umiejscowiono w poprzek osi wzdłużnej grobowca. znalezisko to jest czymś wyjątkowym, gdyż jak dotąd nie natrafiono na tak prężny grobowiec, usypany dla jednej tylko osoby, i to kobiety. Przypuszcza się, że musiała ona zajmować jakąś szczególną pozycję w hierarchii społecznej. W czasie prac archeologicznych grobowca nr 7 natrafiono na szczątki od 5 do 9 ludzi zjedzonych najprawdopodobniej w trakcie uczty obrzędowej.
Na terenie wsi znaleźć można także dawny cmentarz ewangelicki, założony prawdopodobnie w końcu XVIII wieku.

## Znane osoby
- Jan hrabia Skarbek herbu Abdank – właściciel Sarnowa, kasztelan inowrocławski, szambelan króla Augusta III[9]
- Jakub Krzyżanowski – dziadek Fryderyka Chopina, kilka lat mieszkał z rodziną w Sarnowie[10]